# Bioekvivalentnost
Bioekvivalentnost je farmakokinetički termin koji se koristi za poređenje očekivane biološke in vivo ekvivalencije lekova različitih proivođača. Ako su proizvodi bioekvivalentni oni moraju da budu identični u svakom pogledu.
Birket je 2003. definisao bioekvivalenciju na sledeći način, „dva farmaceutska proizvoda su bioekvivalentna ako su farmaceutski ekvivalentna i njihove bioraspoloživosti (brzine i stepeni dostupnosti) nakon administracije u istoj molarnoj dozi su slične u toj meri da se može očekivati da je njihovo dejstvo, u pogledu efikasnosti i bezbednosti, esencijalno isto. Farmaceutska ekvivalencija podrazumeva istu količinu iste aktivne supstance u datom obliku doziranja, pri istom načinu administracije i zadovoljavanja istih ili uporedivih standarda.“
FDA definiše bioekvivalenciju kao, „odsustvo znatnih razlika u brzini i meri u kojoj aktivni ingredijent ili aktivni sastojak u farmaceutskim ekvivalentima ili farmaceutskim alternativama postaje dostupan na mestu dejstva leka kad se administira u istoj molarnoj dozi pod sličnim uslovima u podesno dizajniranoj studiji.“